# Rubellatoma rubella
Rubellatoma rubella é uma espécie de gastrópode do gênero Rubellatoma, pertencente a família Mangeliidae.